# O Animal Social
O Animal Social: A História de Como o Sucesso Acontece ( The Social Animal: The Hidden Sources of Love, Character, and Achievement , no original em  inglês) é um livro do jornalista, colunista do The New York Times e escritor norte-americano David Brooks. Brooks se utiliza de uma abordagem multidisciplinar para expor descobertas recentes e ideias já consolidadas no que tange ao estudo do comportamento humano e da tomada de decisão. Foi publicado nos Estados Unidos em março de 2011, e no Brasil em 2014.

## Enredo
Para expor seus pensamentos, David Brooks cria os personagens fictícios Harold e Érica, o qual terão seu desenvolvimento humano esmiuçado durante o livro, desde o nascimento até a velhice. O autor desenrola suas ideias a partir das tomadas de decisões e dos aspectos comportamentais de Harold e Érica. No livro é mostrado diferentes modelos de educação infantil, e como cada um poderá impactar de diferentes formas a vida adulta. Sempre descrevendo as dificuldades internas e externas de seus personagens, o autor vai trabalhar com conceitos como: tomada de decisão, modelo mental (mindset), teoria do apego, apredizado, moralidade, inteligência etc.

## Recepção
O livro teve recepção diversa. Após o lançamento, o crítico do New York Times  Thomas Nagel escreveu:
```
                   "Os leitores de sua coluna no The New York Times sabem que David Brooks é um aficionado por pesquisas nas ciências sociais, especialmente na psicologia, e que ele acredita que isso tem grande importância prática [...] a história de Harold e Erica [...] não interessa: apesar da tentativa sincera de Brooks de descrever suas profundezas psicológicas, eles não chegam a vida; eles e seu elenco de apoio são manequins para a exibição de generalizações psicológicas e sociais."
[
2
]
```

Já em Londres, o livro chamou atenção do líder conservador David Cameron. Segundo a revista The Economist:
```
                 "todos em 
Westminster
 estão lendo "O Animal Social", depois que fontes próximas a David Cameron deixaram claro que o jornalista capturou a própria essência do pensamento do primeiro-ministro sobre a formulação de políticas no século XXI
[
3
]
.
```

## Ligações Externas
- Apresentação do autor no TEDx (em inglês)